# 黄河国家博物馆
黄河国家博物馆是一个正在建设中的黄河文化主题博物馆，位于河南省郑州市北部的黄河沿岸，占地面积135亩，总建筑面积10万平米，投资19.3亿元人民币。建筑方案由德国GMP建筑师事务所设计。通过四个主题展区全面展示黄河的历史文化与生态风貌。
2021年7月开工建设，预计2025年开馆。